# Coaching
Coaching é uma forma de desenvolvimento na qual alguém denominado coach ("treinador", em inglês) ajuda um aprendiz ou cliente a adquirir um objetivo pessoal ou profissional específico através de treinamento e orientação. O aprendiz é por vezes denominado coachee. Ocasionalmente, coaching pode significar uma relação informal entre duas pessoas, uma das quais mais experiente que a outra, que a ajuda e orienta, enquanto a outra aprende; o coaching difere de mentoring por se focar em tarefas ou objetivos específicos, por oposição a objetivos mais gerais, ou o desenvolvimento como um todo. A prática não é ainda reconhecida como profissão no Brasil e sua regulamentação tramita no Senado Federal. Em Portugal, como a prática de coach não tem fundamentação científica, não é regulamentada e, como não tem não tem um plano de estudos regulado, uma duração minima de formação, nem uma prova de avaliação para obter um certificado, o profissional desta área não pode ser considerado terapeuta.

## Origem
O primeiro uso do termo "coach", como um instrutor ou treinador, surgiu por volta de 1830 na Universidade de Oxford, como gíria para um tutor que orientava um aluno durante um exame. A palavra "coaching" identificava, portanto, um processo usado para transportar as pessoas de onde estão para onde querem estar. O primeiro uso do termo em relação aos esportes ocorreu em 1861.

## Desenvolvimento do coaching
O desenvolvimento do coaching foi influenciado por diversas práticas, como o da educação de adultos, estudos sobre liderança, desenvolvimento pessoal e vários campos da psicologia. A Universidade de Sydney ofereceu a primeira unidade de estudo de psicologia de coaching do mundo em janeiro de 2000,[carece de fontes?] e várias associações acadêmicas e periódicos acadêmicos para essa área emergente foram estabelecidas nos anos subsequentes. A prática como uma profissão, com o coach atuando como um orientador, surgiu e se desenvolveu inicialmente dentro de empresas, porém, posteriormente se popularizou entre pessoas. No Brasil, empresas como o Instituto Brasileiro de Coaching (IBC) oferecem diversos cursos de treinamento para aqueles que desejam atuar na área.

## Categorias do coaching
Os praticantes do coaching espalham-se em diversos nichos de atuação, cada um com um foco diferente. Devido à falta de reconhecimento da prática como um todo, as modalidades profissionais existentes também não são oficialmente reconhecidas e nem regulamentadas. Os institutos de coaching também não são claros quanto a quais modalidades reconhecem. De maneira geral, as duas principais categorias do coaching, de acordo com o IBC, são o coaching de vida e o coaching executivo.

### Coaching de vida
A função dos "coaches de vida" é auxiliar seus clientes a desenvolverem-se pessoalmente, atingindo metas relacionadas as suas vidas pessoais e mudando as formas como se sentem com relação a elas. Nessa categoria, encontram-se os nichos dos coaches de relacionamento, família, emoções, entre outros.

### Coaching executivo
A principal distinção dos atuantes dessa categoria é que eles têm foco no desenvolvimento profissional dos seus clientes. Produtividade, comunicação, habilidades e competências são as principais áreas a serem trabalhadas entre os coachees e seus coaches executivos. Nessa categoria, encontram-se os coaches de carreira, negócios, vendas, etc.

## Teologia do Coaching
Essa é a versão teológica do coaching. Neste seguimento, geralmente o preletor é hábil no uso das técnicas do Coaching, e fala o que as pessoas querem ouvir, enfatizando a Graça e a superação do indivíduo por meio da fé. A pregação é mais dinâmica, com uso de mídias, frases de efeito, sugestões hipnóticas e motivação mútua. 
Nos Estados Unidos a theology of coaching é propagada pelo Instituto de Coaching do Seminário Teológico de Columbia, que prepara líderes religiosos auxiliando-os na obtenção de habilidades coaching para prosperar.
Três elementos estão presentes na Teologia do Coaching:
- Humanismo: O coaching utiliza de técnicas humanas num indivíduo que é o centro de tudo para que este alcance seus objetivos humanos. Os pastores tratam suas pregações como palestras motivacionais da fé que ressignificam fé com força e vontade.
- Materialismo: há um desejo enorme em conquistar coisas. Sejam elas produtos do mercado como carros, casas, roupas, viagens ou algo mais “espiritual” como paz, pessoas, bom casamento, filhos educados, castidade, etc.
- Ceticismo: Humanismo e materialismo são marcas dos céticos.

## Críticas
O filósofo e professor dinamarquês Svend Brinkmann, em entrevista à revista Exame, afirma que a infelicidade que a prática de coaching procura resolver resulta justamente do individualismo e desinteresse em soluções coletivas. Para ele:

“O próprio conceito de coach, que vem do mundo dos esportes, pressupõe que você está competindo com os demais para vencer o jogo. Há um perigo em enxergar a vida como uma partida em que há vencedores e perdedores”
No Brasil, a falta de regulamentação da profissão e definição clara de suas atribuições permitiu que muitos coaches atuassem indevidamente em áreas fora das suas competências, como psicologia.. Um nicho específico do coaching, o coaching quântico, também gerou polêmica por propagar pseudociências como o misticismo quântico e prometer mudanças de vida através delas, um dos motivos pelos quais a prática do coaching como um todo é muito associada ao charlatanismo e até curandeirismo Isso resultou em uma sugestão legislativa propondo criminalizar a prática, que conseguiu mais 20 mil assinaturas no site e-cidadania e tramita no Senado, podendo levar a uma regulamentação da profissão no futuro.

Com exceção do IBC, não há instituições de coaching credenciadas pelo MEC, o que também põe em dúvida a validade dos certificados de muitos profissionais da área e suas práticas. 